# Bruno Arrabal
Bruno Arrabal Passamani (Ouro Preto do Oeste, 22 febbraio 1992) è un calciatore brasiliano, centrocampista svincolato.

## Carriera

### Club
Il 1º luglio 2017 viene acquistato a titolo definitivo dalla squadra albanese del Kamza.

## Statistiche

### Presenze e reti nei club
Statistiche aggiornate al 3 marzo 2019.
| Stagione               | Squadra                | Campionato             | Campionato | Campionato | Coppe nazionali | Coppe nazionali | Coppe nazionali | Coppe continentali | Coppe continentali | Coppe continentali | Altre coppe | Altre coppe | Altre coppe | Totale | Totale |
| Stagione               | Squadra                | Comp                   | Pres       | Reti       | Comp            | Pres            | Reti            | Comp               | Pres               | Reti               | Comp        | Pres        | Reti        | Pres   | Reti   |
| ---------------------- | ---------------------- | ---------------------- | ---------- | ---------- | --------------- | --------------- | --------------- | ------------------ | ------------------ | ------------------ | ----------- | ----------- | ----------- | ------ | ------ |
| 2013                   | Duque de Caxias        | C                      | 9          | 0          | CB              | 0               | 0               | -                  | -                  | -                  | -           | -           | -           | 9      | 0      |
| 2014                   | Duque de Caxias        | C                      | 15         | 0          | CB              | 1               | 0               | -                  | -                  | -                  | -           | -           | -           | 16     | 0      |
| Totale Duque de Caxias | Totale Duque de Caxias | Totale Duque de Caxias | 24         | 0          |                 | 1               | 0               |                    | -                  | -                  |             | -           | -           | 25     | 0      |
| 2015-2016              | Ethnikos Achnas        | AK                     | 27         | 0          | CC              | 2               | 0               | -                  | -                  | -                  | -           | -           | -           | 29     | 0      |
| 2016-2017              | Ethnikos Achnas        | AK                     | 25         | 0          | CC              | 1               | 0               | -                  | -                  | -                  | -           | -           | -           | 26     | 0      |
| Totale Ethnikos Achnas | Totale Ethnikos Achnas | Totale Ethnikos Achnas | 52         | 0          |                 | 3               | 0               |                    | -                  | -                  |             | -           | -           | 55     | 0      |
| 2017-2018              | Kamza                  | KS                     | 32         | 0          | CA              | 2               | 0               | -                  | -                  | -                  | -           | -           | -           | 34     | 0      |
| 2018-2019              | Kamza                  | KS                     | 21         | 0          | CA              | 3               | 0               | -                  | -                  | -                  | -           | -           | -           | 24     | 0      |
| Totale Kamza           | Totale Kamza           | Totale Kamza           | 53         | 0          |                 | 5               | 0               |                    | -                  | -                  |             | -           | -           | 58     | 0      |
| Totale carriera        | Totale carriera        | Totale carriera        | 129        | 0          |                 | 9               | 0               |                    | -                  | -                  |             | -           | -           | 138    | 0      |